# 小行星13704
小行星13704（13704 Aletesi）是一颗绕太阳运转的小行星，为主小行星带小行星。该小行星于1998年8月13日发现。

## 轨道参数
小行星13704的轨道半长轴为3.0468441 UA，离心率为0.126。